# پابلو چینچیا
پابلو چینچیا (انگلیسی: Pablo Chinchilla؛ زادهٔ ۲۱ دسامبر ۱۹۷۸) یک بازیکن فوتبال اهل کاستاریکا است.
وی همچنین در تیم ملی فوتبال کاستاریکا بازی کرده است.